# كونتشيقيش
كونتشيقيش هي بلدة في مقاطعة قزيريق في ولاية صرخنداريا في أوزبكستان.